# Azorella haastii
Azorella haastii är en växtart i släktet Azorella och familjen flockblommiga växter.
Arten är en liten buske och förekommer på Nya Zeeland. Den beskrevs först av Joseph Dalton Hooker och fick sitt nu gällande namn av Oscar Drude.

## Underarter
Arten delas in i följande underarter:
- A. h. cyanopetala
- A. h. haastii